# Rubzoff
Rubzoff var en svensk adelsätt av ryskt ursprung och en av de så kallade bajorsläkterna.
Ättens ryska namn var Rubtsóv (Рубцов) eller Rubéts (Рубец). Trots att medlemmar utgav den för att vara en gammal adlig rysk släkt och trots att en adlig genealogi producerades på 1700-talet som visade gamla anor från Novgorod, var Aleksandr Rubtsov, den förste av släkten i svensk tjänst, av borgerlig börd från Smolensk. Släkten var vidare den enda bajorsläkten som gick i svensk tjänst efter 1617 och en av få som inte hade gammal hävd i Novgorodområdet.
Aleksandr Ljubim Dementievitj Rubtsov, på svenska Alexander Rubzoff, gick i svensk tjänst då svenskarna 1626 erövrade Marienburg, där han suttit fängslad. Han användes genast hösten 1626 som svenskt sändebud till tsaren i Moskva, och även om hans ursprung och börd väckte misstankar bland tsarens undersåtar på vägen gynnades han åtminstone personligen, då han visade sig i någon mån vara bekant med patriark Filaret, tsar Mikael I:s far, som varit fången i Marienburg samtidigt som Rubtsov. Han utverkade då också för sig själv goda möjligheter för vidare handel i Ryssland. I Sverige fick Rubtsov gods i Ingermanland och gifte sig på 1630-talet med en syster till en av de mer inflytelserika bajorerna i Ingermanland, Esaias Aminoff. Det enda av hans barn som anges i svenska ättartavlor, överstelöjtnant Constantin Rubzoff (1642–1697), gifte sig med sin kusin Catharina Pereswetoff-Morath, vilket slutligen bör ha befäst släktens ställning som bajorsläkt. Även Constantin Rubzoff tog i ungdomen del i en beskickning till Moskva, om än i underordnad ställning. Av hans tolv barn överlevde endast sex. Sönerna, kaptenerna Alexander (1683–1733) och Carl Gustaf (1684–1739) var bägge officerare i Karl XII:s arméer och hamnade bägge i rysk fångenskap under Stora nordiska kriget. De naturaliserades som svenska adelsmän 1723 och introducerades samma år på Sveriges riddarhus under nr 1773 bland adliga ätter. Bägge dog barnlösa och den adliga ätten utslocknade då kapten Carl Gustaf Rubzoff avled 2 juli 1739.